# Eleocharis complanata
Eleocharis complanata är en halvgräsart som beskrevs av Johann Otto Boeckeler. Eleocharis complanata ingår i släktet småsäv, och familjen halvgräs. Inga underarter finns listade i Catalogue of Life.